# Yúber Mosquera
Yúber Antonio Mosquera Perea (Medellín, Colombia; 31 de agosto de 1984) es un exfutbolista colombiano naturalizado venezolano. Jugaba como defensa central.

## Formación académica
Yuber es licenciado en educación física y deportes de la Universidad Politécnico Colombiano Jaime Isaza Cadavid.

## Trayectoria

### Universidad Católica
Luego de estar por 10 temporadas en el fútbol venezolano el 5 de enero de 2018 fue confirmado como nuevo jugador de la Universidad Católica de Ecuador junto a su compatriota Daniel Buitrago.

## Estadísticas

### Clubes
Actualizado al último partido disputado el 23 de octubre de 2023.
| Club                           | Div.                | Temporada           | Liga  | Liga  | Copa nacionales | Copa nacionales | Copas internacionales | Copas internacionales | Total | Total |
| Club                           | Div.                | Temporada           | Part. | Goles | Part.           | Goles           | Part.                 | Goles                 | Part. | Goles |
| ------------------------------ | ------------------- | ------------------- | ----- | ----- | --------------- | --------------- | --------------------- | --------------------- | ----- | ----- |
| Envigado F. C. · Colombia      | 2.ª                 | 2006                | 2     | 0     | -               | -               | -                     | -                     | 2     | 0     |
| Envigado F. C. · Colombia      | Total club          | Total club          | 2     | 0     | 0               | 0               | 0                     | 0                     | 2     | 0     |
| Deportivo Rionegro · Colombia  | 2.ª                 | 2007-08             | 67    | 4     | -               | -               | -                     | -                     | 67    | 4     |
| Deportivo Rionegro · Colombia  | Total club          | Total club          | 67    | 4     | 0               | 0               | 0                     | 0                     | 67    | 4     |
| Guaros F. C. · Venezuela       | 1.ª                 | 2009                | 17    | 0     | -               | -               | -                     | -                     | 17    | 0     |
| Guaros F. C. · Venezuela       | Total club          | Total club          | 17    | 0     | 0               | 0               | 0                     | 0                     | 17    | 0     |
| ACD Lara · Venezuela           | 1.ª                 | 2009-10             | 29    | 1     | -               | -               | -                     | -                     | 29    | 1     |
| ACD Lara · Venezuela           | 1.ª                 | 2010-11             | 32    | 1     | 6               | 2               | 2                     | 0                     | 40    | 3     |
| ACD Lara · Venezuela           | 1.ª                 | 2011-12             | 32    | 1     | 2               | 0               | -                     | -                     | 34    | 1     |
| ACD Lara · Venezuela           | 1.ª                 | 2012-13             | 30    | 0     | 2               | 0               | 2                     | 0                     | 34    | 0     |
| ACD Lara · Venezuela           | 1.ª                 | 2013-14             | 17    | 0     | -               | -               | 8                     | 1                     | 25    | 1     |
| ACD Lara · Venezuela           | Total club          | Total club          | 140   | 3     | 10              | 2               | 12                    | 1                     | 162   | 6     |
| Deportivo Táchira · Venezuela  | 1.ª                 | 2013-14             | 16    | 1     | -               | -               | -                     | -                     | 16    | 1     |
| Deportivo Táchira · Venezuela  | 1.ª                 | 2014-15             | 33    | 1     | -               | -               | 8                     | 0                     | 41    | 1     |
| Deportivo Táchira · Venezuela  | 1.ª                 | 2015                | 20    | 2     | 2               | 0               | -                     | -                     | 22    | 2     |
| Deportivo Táchira · Venezuela  | 1.ª                 | 2016                | 39    | 4     | 2               | 0               | 7                     | 2                     | 48    | 6     |
| Deportivo Táchira · Venezuela  | 1.ª                 | 2017                | 34    | 1     | -               | -               | 2                     | 0                     | 36    | 1     |
| Deportivo Táchira · Venezuela  | Total club          | Total club          | 142   | 9     | 4               | 0               | 17                    | 2                     | 163   | 11    |
| Universidad Católica · Ecuador | 1.ª                 | 2018                | 38    | 0     | -               | -               | -                     | -                     | 38    | 0     |
| Universidad Católica · Ecuador | 1.ª                 | 2019                | 28    | 2     | 2               | 0               | 5                     | 0                     | 35    | 2     |
| Universidad Católica · Ecuador | 1.ª                 | 2020                | 26    | 1     | -               | -               | 2                     | 0                     | 28    | 1     |
| Universidad Católica · Ecuador | 1.ª                 | 2021                | 25    | 1     | -               | -               | 4                     | 0                     | 29    | 1     |
| Universidad Católica · Ecuador | 1.ª                 | 2022                | 24    | 1     | -               | -               | 10                    | 0                     | 34    | 1     |
| Universidad Católica · Ecuador | 1.ª                 | 2023                | 8     | 0     | -               | -               | 1                     | 0                     | 9     | 0     |
| Universidad Católica · Ecuador | Total club          | Total club          | 149   | 5     | 2               | 0               | 22                    | 0                     | 173   | 5     |
| Atlético Huila · Colombia      | 1.ª                 | 2023                | 9     | 0     | 0               | 0               | —                     | —                     | 9     | 0     |
| Atlético Huila · Colombia      | Total club          | Total club          | 9     | 0     | 0               | 0               | 0                     | 0                     | 9     | 0     |
| Total en su carrera            | Total en su carrera | Total en su carrera | 505   | 21    | 16              | 2               | 51                    | 3                     | 572   | 26    |
| 1. 2.                          |                     |                     |       |       |                 |                 |                       |                       |       |       |

## Palmarés

### Torneos nacionales
| Título           | Club              | País      | Año     |
| ---------------- | ----------------- | --------- | ------- |
| Primera División | ACD Lara          | Venezuela | 2012-13 |
| Primera División | Deportivo Táchira | Venezuela | 2014-15 |
| Torneo Clausura  | Deportivo Táchira | Venezuela | 2015    |

### Distinciones individuales
| Distinción                                                              | Año  |
| ----------------------------------------------------------------------- | ---- |
| Equipo ideal de la primera etapa del campeonato ecuatoriano por Ecuagol | 2018 |